# 二级独立战争真理徽章

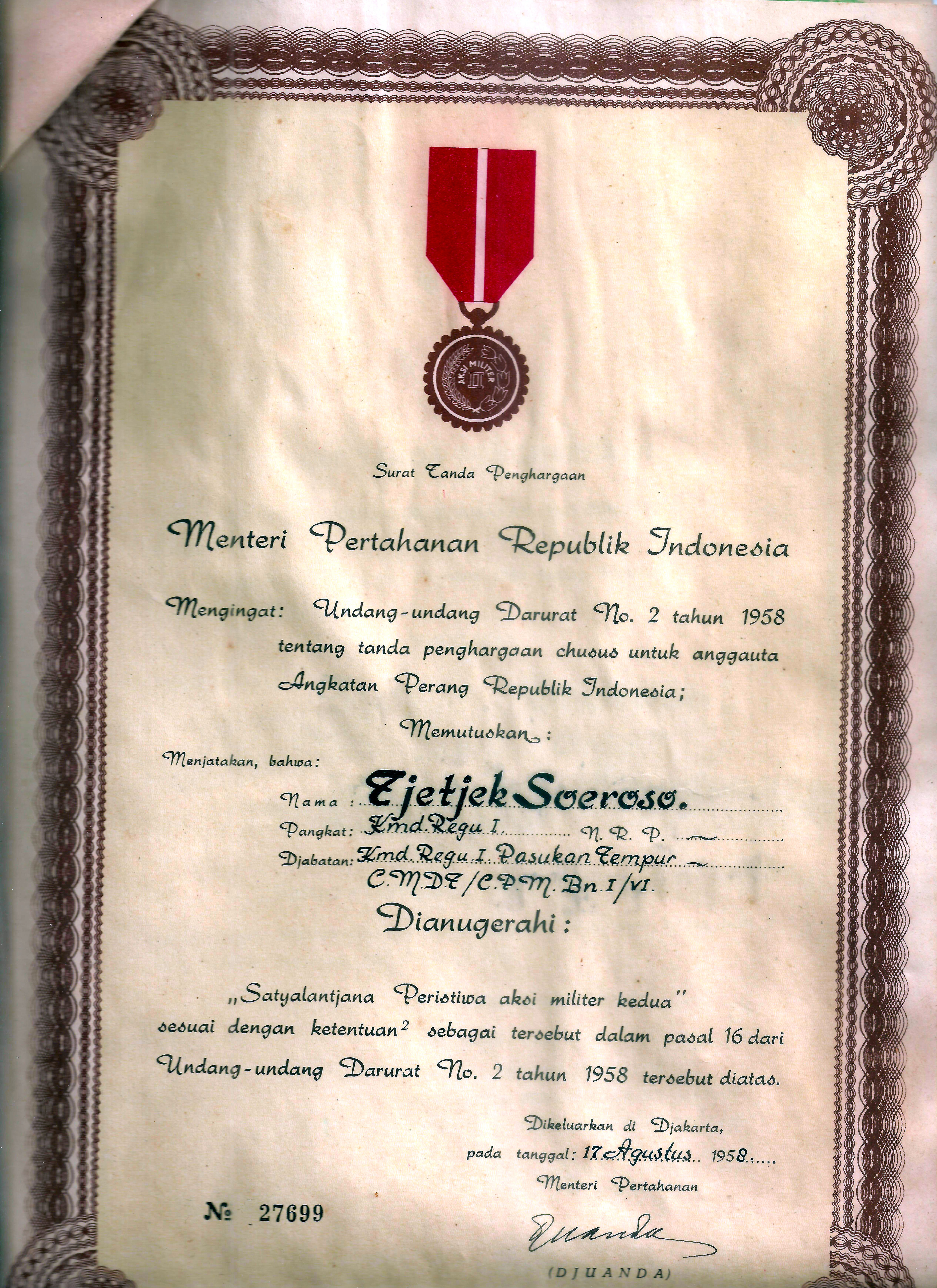
二级独立战争文化真理徽章证书

二级独立战争真理徽章是对在1948年12月18日至1949年12月27日期间全面参与独立战争且未被俘、受傷或殘廢的武装部队成员的荣誉标志。